# Alaunt

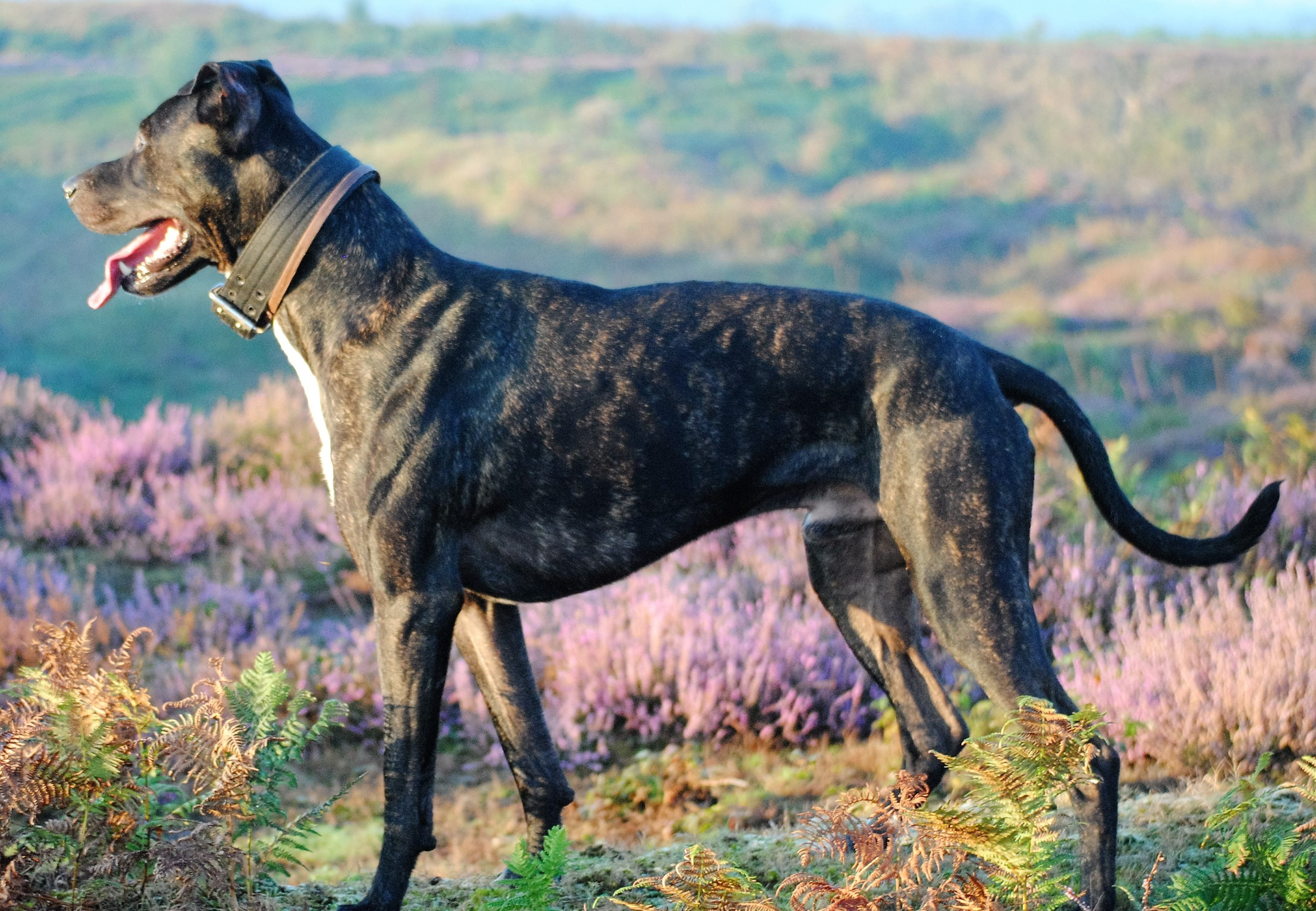
Esemplare "ricostruito" di Alaunt.

Alaunt è il nome con cui gli storici identificano una razza canina di tipo non ben precisato diffusasi in Europa per tramite della popolazione nomade iranico-sarmatica degli Alani, bellicosi pastori di origini miste che parlavano una lingua iranica e condividevano una comune cultura, al tempo delle invasioni barbariche. La razza sarebbe scomparsa nel XVII secolo disperdendo il proprio patrimonio genetico all'interno di diverse razze di cani da caccia e cani da guerra/difesa del tipo molossoide.
In tempi recenti, allevatori statunitensi hanno tentato di ricostruire l'alaunt da sangue molossoide ottenendo razze ancora non riconosciuta come il New Alaunt e l'American Alaunt.

## Aspetto
L'alaunt era un cane di grandi dimensioni e fisico possente, seppur adeguatamente agile per la caccia, caratterizzato da una pelliccia di colore bianco.

### Fonti
- Alfonso XI di Castiglia (XIV secolo), Libro de la monteria que mando escrevir el muy alto y muy poderoso Rey Don Alonso de Castilla y de Leon, vltimo de este nombre [collegamento interrotto]
- Geoffrey Chaucer (XIV secolo), The Canterbury Tales (testo inglese)

### Studi
- Fleig, Dieter (1996), Fighting Dog Breeds, TFH Publications, ISBN 0-7938-0499-X.
- Wilcox, Bonnie [e] Walkowicz, Chris (1995), The Atlas of dog breeds of the world, TFH Publications, ISBN 978-0-7938-1284-4.
- Wynn, M.B. (1886), The History of the Mastiff : gathered from sculpture, pottery, carvings, paintings and engravings; also from various authors, with remarks on same , Londra, William Loxley .